# Красная Этна
«Кра́сная Э́тна» — завод в Нижнем Новгороде, специализирующийся на производстве крепёжных изделий для автомобильной промышленности.

## История
В 1896 году в Риге началось строительство нового завода. Основной продукцией, выпускаемой предприятием, были гвозди, проволока, заклёпки, болты, гайки. В 1898 году был утверждён Устав Акционерного общества Рижского металлического завода «Этна». По предложению министра финансов С. Ю. Витте, своё название завод получил в честь вулкана Этна, расположенного на острове Сицилия.

…85. Об утверждении устава акционерного общества Рижского металлического завода «Этна». Государь Император, по положению Комитета Министров, Высочайше повелеть соизволил разрешить потомственному почётному гражданину Виктору Михайловичу Гольденбергу и германскому подданному Петру Ивановичу Мартини учредить акционерное Общество, под наименованием «Акционерное Общество Рижского металлическаго завода „Этна“» на основании устава, удостоеннаго Высочайшего разсмотрения и утверждения, в Царском Селе, в 24 день декабря 1898 года…
— Собрание узаконений и распоряжений правительства, 1899 г.
Во время Первой мировой войны в 1915 году завод был эвакуирован в Нижний Новгород. Вместе с заводом эвакуировались 200 рабочих с семьями.
В 1916 году завод был куплен торговым домом «А. Б. Фрадкин и сын». В этом же году от Министерства Торговли и Промышленности получено отношение № 952 о том, что «Государь император 17-го сего января высочайше повелеть соизволил… учредить Акционерное общество под наименованием Акционерное общество Нижегородского металлического завода „Новая Этна“». В его состав вошли волочильный, цепочный и гвоздильный цеха. В августе завод начал выпуск продукции.
В 1918 году завод был национализирован.
7 ноября 1922 года в честь 5-летия Советской власти завод переименован в «Красную Этну».
В 1929 году принято правительственное решение об организации на заводе «Красная Этна» производства автонормалей для строящегося Нижегородского автомобильного завода. Это был перелом в развитии завода.
1 января 1933 года вступил в строй действующих корпус автонормалей.
1934 г. — завод «Красная Этна» вошёл в структуру ГАЗа на правах филиала и именовался «Филиал автозавода им. В. В. Молотова № 2».
1938 г. — выводится из состава ГАЗа, ему отводится роль по выпуску продукции для всей автомобильной промышленности страны.
28 октября 1944 г. — завод награждён орденом Ленина за самоотверженный труд в годы Великой Отечественной войны и бесперебойное снабжение заводов-смежников и фронта боеприпасами.
1986 г. — завод получил название Государственный завод «Красная Этна» (ПО «Автонормаль»).
1989 г. — приказом министра автомобильного и сельскохозяйственного машиностроения СССР завод получил название: метизно-металлургическое производственное объединение (ПО «Метиз»).
1992 г. — по решению Администрации исполкома Ленинского района, завод получил название Государственного завода «Этна» (решение конференции трудового коллектива от 14 декабря 1991 года).
Январь 1993 г. — решением № 6-Р Администрации Нижнего Новгорода зарегистрировано открытое акционерное общество «Этна».
2002 г. — по просьбе ветеранов, предприятию возвращено название АО «Завод Красная Этна».

## Руководство
- 1921—1925 — Пётр Премудров — директор
- 1925—1938 — Гергард Бухгольц — главный инженер завода; расстрелян
- 1939—1940 — Александр Макаров — директор
- 1940—1944 — Андрей Романов — директор
- 1944—1946 — Иван Синицын — директор
- 1964—1967 — Владимир Воронов — директор, затем переведён на должность заместителя директора ГАЗа по режиму; похоронен на кладбище «Красная Этна»
- 1967—1986 — Александр Быкадоров — директор
- 1986—2001 — Анатолий Малыгин — директор
- 2001—2008 — Ольга Сысоева
- C 2008 — Андрей Сысоев

## Награды
- Орден Ленина (28 октября 1944 г.)
- так называемая награда «Факел Бирмингема» (1995 г.)